# Borowo (Krynica Morska)
Borowo – leśniczówka w granicach Krynicy Morskiej, w powiecie nowodworskim, w województwie pomorskim na Mierzei Wiślanej i nad Zalewem Wiślanym. Leży na zachód od Przebrna.